# Stachys parolinii
Stachys parolinii là một loài thực vật có hoa trong họ Hoa môi. Loài này được Vis. miêu tả khoa học đầu tiên năm 1842 publ. 1843.